# با یا بدون تو
با یا بدون تو (به انگلیسی With or Without You) یکی از آهنگ‌های راک گروه مشهور یوتو (به انگلیسی U2) است. این آهنگ سومین آهنگ آلبوم سال ۱۹۸۷این گروه یعنی "درخت جاشوا" (به انگلیسی The Joshua Tree) است. این آهنگ در زمان خود موفقیت بسیاری برای گروه به وجود آورد و هم در آمریکا و هم در کانادا در لیست ۱۰۰ آهنگ تاپ بیلبورد قرار گرفت.